# Juan Bautista Alberdi (Tucumán)
Juan Bautista Alberdi è una città dell'Argentina, appartenente alla provincia di Tucumán, situata nel sud della provincia.